# Terra: una storia intima
Terra. Una storia intima (titolo originale inglese The Earth: An Intimate Story) è un saggio del paleontologo e divulgatore britannico Richard Fortey pubblicato in originale nel 2004 e in Italia nel 2005 da Codice Edizioni. Il tema è la geologia, in particolare la tettonica a placche.

## Contenuto
Nel libro l'autore racconta la storia del pianeta e delle rocce che lo compongono attraverso una serie di viaggi nei posti che hanno visto nascere l'interesse per questa branca scientifica, la geologia, ed il successivo diffondersi delle conoscenze e delle diverse teorie che la riguardano. Partendo dal Vesuvio ed i Campi Flegrei, passando per le Hawaii, le Alpi, l'isola di Terranova, attraverso alcune delle zone più inospitali del globo vengono descritte le proprietà delle rocce ed i fenomeni a volte molto distruttivi che le fanno nascere e le plasmano, in un ciclo incessante che crea e distrugge montagne ed isole, e spinge continenti in un moto che ha condotto la terra a mutare più volte aspetto, fino all'attuale configurazione.

## Edizioni
- Richard Fortey, The Earth: An Intimate History, New York, HarperCollins, 2004, ISBN 0-00-655137-8.
- Richard Fortey, Terra. Una storia intima, traduzione di Giuliana Oliviero, Torino, Codice Edizioni, 2005, ISBN 978-88-7578-024-1.
- Richard Fortey, Terra. Una storia intima, traduzione di Giuliana Oliviero, edizione speciale per il mensile Le Scienze, Codice Edizioni, 2007.